# Ʒ̆
Cette page contient des caractères spéciaux ou non latins. S’ils s’affichent mal (▯, ?, etc.), consultez la page d’aide Unicode.
Ʒ̆, appelée ej brève, est un graphème qui a été utilisé dans l’écriture du laze. Il s’agit de la lettre Ʒ diacritée d’un brève.

## Utilisation
L’ej brève est utilisé en laze dans l’orthographe de Wolfgang Feurstein mais est parfois aussi plutôt écrit avec un ej caron ‹ ǯ ›.

## Représentations informatiques
Le ej brève peut être représenté avec les caractères Unicode suivants :
- décomposé (latin étendu B, alphabet phonétique international, diacritiques) :

| formes    | représentations | chaînes de caractères | points de code | descriptions                                 |
| --------- | --------------- | --------------------- | -------------- | -------------------------------------------- |
| capitale  | Ʒ̆               | Ʒ◌̆                    | U+01B7 U+0306  | lettre majuscule latine ej diacritique brève |
| minuscule | ʒ̆               | ʒ◌̆                    | U+0292 U+0306  | lettre minuscule latine ej diacritique brève |